# Protestos de 1981 no Kosovo
Em março e abril de 1981, um protesto estudantil em Pristina, capital da então Província Autônoma Socialista do Kosovo, levou a protestos generalizados de albaneses do Kosovo exigindo mais autonomia dentro da República Socialista Federativa da Iugoslávia. A Presidência da Iugoslávia declarou estado de emergência em Pristina e Kosovska Mitrovica, o que causou tumultos. A agitação foi reprimida por uma grande intervenção policial que causou inúmeras baixas, e seguiu-se um período de repressão política. 

## Antecedentes

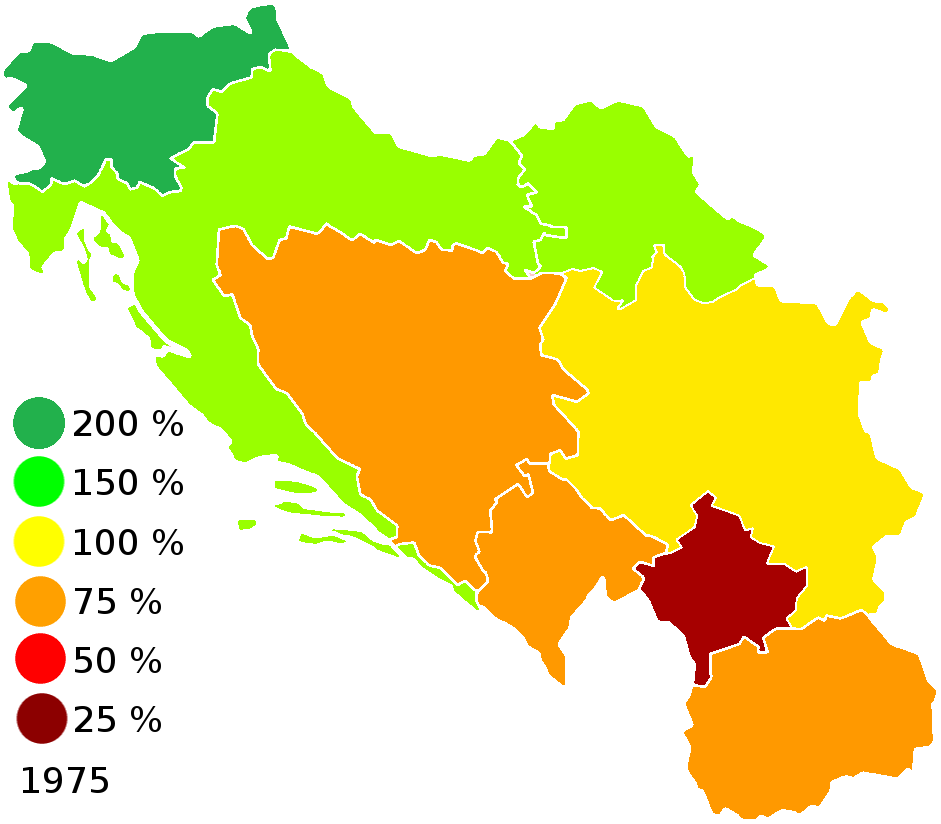
Força média das economias dos estados iugoslavos como um desvio da média iugoslava em 1975. A Província Socialista Autónoma do Kosovo (em vermelho) foi a entidade menos desenvolvida da Iugoslávia.

A Universidade de Pristina foi o ponto de partida dos protestos estudantis de Kosovo em 1981. O isolamento cultural do Kosovo dentro da Jugoslávia e o seu subdesenvolvimento endémico, em comparação com o resto do país, fizeram com que a província tivesse a maior proporção de estudantes e analfabetos na Jugoslávia.  A educação universitária não era considerada garantia de emprego futuro; em vez de formar estudantes para carreiras técnicas, a universidade especializou-se em artes liberais, em particular em Albanologia, o que dificilmente conseguiria garantir trabalho, exceto na burocracia ou em instituições culturais locais, especialmente fora do Kosovo.  Isto criou um grande grupo de albaneses desempregados, mas altamente educados e ressentidos – os principais recrutas para o sentimento nacionalista.  Manifestações foram organizadas por vários professores e estudantes: Besim Baraliu, Fehmi Lladrovc.
Além disso, a população sérvia e montenegrina do Kosovo se ressentia cada vez mais do fardo econômico e social suportado pela população estudantil da universidade. Em 1981, a Universidade de Pristina tinha 20.000 estudantes – um em cada dez da população total da cidade. 

## Protestos estudantis
As manifestações começaram em 11 de março de 1981, originalmente como um protesto espontâneo em pequena escala por melhor alimentação no refeitório da escola e melhores condições de vida nos dormitórios. Cansados de esperar na fila, durante horas, por comida de má qualidade, os estudantes começaram a manifestar-se sob o comando de Gani Koci, que mais tarde foi preso.  Entre dois e quatro mil manifestantes foram dispersos pela polícia, tendo sido efectuadas cerca de uma centena de detenções.  
Os protestos estudantis recomeçaram duas semanas depois, em 26 de Março de 1981, quando vários milhares de manifestantes entoaram slogans cada vez mais nacionalistas e a polícia usou a força para os dispersar, ferindo 32 pessoas.  O engajamento incluiu um protesto de estudantes albaneses em um dormitório.
À medida que a polícia reagia negativamente ao aumento percebido do nacionalismo entre os manifestantes, foram feitas mais detenções, o que por sua vez alimentou mais protestos.  Em 30 de março, os estudantes das três maiores faculdades universitárias declararam um boicote, temendo o retorno do Rankovićismo. 
As reivindicações dos estudantes albaneses eram tanto nacionalistas como igualitaristas, implicando um desejo por um tipo de socialismo diferente do iugoslavo, marcado pelo semi-confederalismo e pela autogestão dos trabalhadores. 

## Escalada de protestos
No dia 1 de Abril, ocorreram manifestações no Kosovo e 17 polícias ficaram feridos em confrontos com manifestantes, sem conseguir dispersá-los.  O exército avançou para proteger as instituições estatais e Mahmut Bakalli logo os apelou para que enviassem tanques para as ruas. 
Em poucos dias, os protestos sobre as condições dos estudantes transformaram-se em descontentamento pelo tratamento dado à população albanesa étnica pela maioria sérvia e, depois, em motins e reivindicações nacionalistas albanesas.   A principal exigência era que o Kosovo se tornasse uma república dentro da Iugoslávia, em oposição ao seu então estatuto de província da Sérvia.  
As autoridades atribuíram os protestos aos radicais nacionalistas – o Politika de Maio de 1981 afirmou que o objectivo dos protestos era que a República do Kosovo se separasse da Iugoslávia e se juntasse à Albânia.  As autoridades impuseram uma proibição à cobertura jornalística estrangeira e a cobertura jornalística local, ao contrário do que aconteceu na altura dos protestos de 1968 no Kosovo, carecia totalmente de independência e, em vez disso, publicava apenas declarações oficiais.  Algumas das declarações oficiais eram inerentemente vagas, falando de “inimigos internos e externos”, o que provocou uma variedade de teorias da conspiração que alimentaram o sentimento nacionalista noutras partes da Iugoslávia.  Uma das teorias da conspiração foi promovida por Azem Vllasi, que mais tarde discutiu publicamente o alegado envolvimento do serviço de segurança albanês Sigurimi nos protestos. 
A exigência de que Kosovo se tornasse a sétima república da Iugoslávia era politicamente inaceitável para a Sérvia e a República Socialista da Macedônia.
Um impasse ocorreu perto de Podujevo, onde reforços policiais vindos da Sérvia Central foram parados por manifestantes albaneses que tinham tomado sérvios e montenegrinos locais como reféns. 
Alguns dos grupos de manifestantes eram marxistas-leninistas, cuja ideologia foi moldada pelas opiniões do líder albanês Enver Hoxha.  As autoridades iugoslavas acusaram a Albânia de interferir em seus assuntos internos. No entanto, o nível de influência exercido pelo governo albanês nos protestos é contestado. Mertus observa que alguns estudantes seguravam cartazes dizendo "Somos soldados de Enver Hoxha", mas que seu número era pequeno. A Albânia utilizou a rádio, a televisão e enviou livros para encorajar os albaneses do Kosovo a “unirem-se à pátria”, mas pouco mais fez além disso, pois Mertus argumenta que ajudar diretamente os manifestantes teria sido uma violação da política albanesa. 

## Estado de emergência
A liderança da Liga dos Comunistas da Jugoslávia viu a oposição dos manifestantes à autogestão e ao seu nacionalismo como uma grave ameaça e decidiu "suprimi-los por todos os meios disponíveis". 
Em 2 de abril de 1981, a Presidência da Iugoslávia, sob a presidência de Cvijetin Mijatović, declarou estado de emergência em Pristina e Kosovska Mitrovica, que durou uma semana.  
A Presidência enviou forças especiais para impedir as manifestações. 
O governo federal enviou rapidamente 30.000 soldados para a província. Houve tumultos e as autoridades iugoslavas usaram força contra os manifestantes. 
Em 3 de abril, as últimas manifestações aconteceram em Vučitrn, Uroševac, Vitina e Kosovska Mitrovica, que foram logo reprimidas pela mobilização adicional da polícia. 
Os distúrbios envolveram 20.000 pessoas em seis cidades. 
No final de Abril, o New York Times noticiou que nove pessoas morreram e mais de cinquenta ficaram feridas durante os protestos.  Em julho, o meio de comunicação noticiou que mais de 250 pessoas ficaram feridas até ao fim dos protestos. 

## Consequências

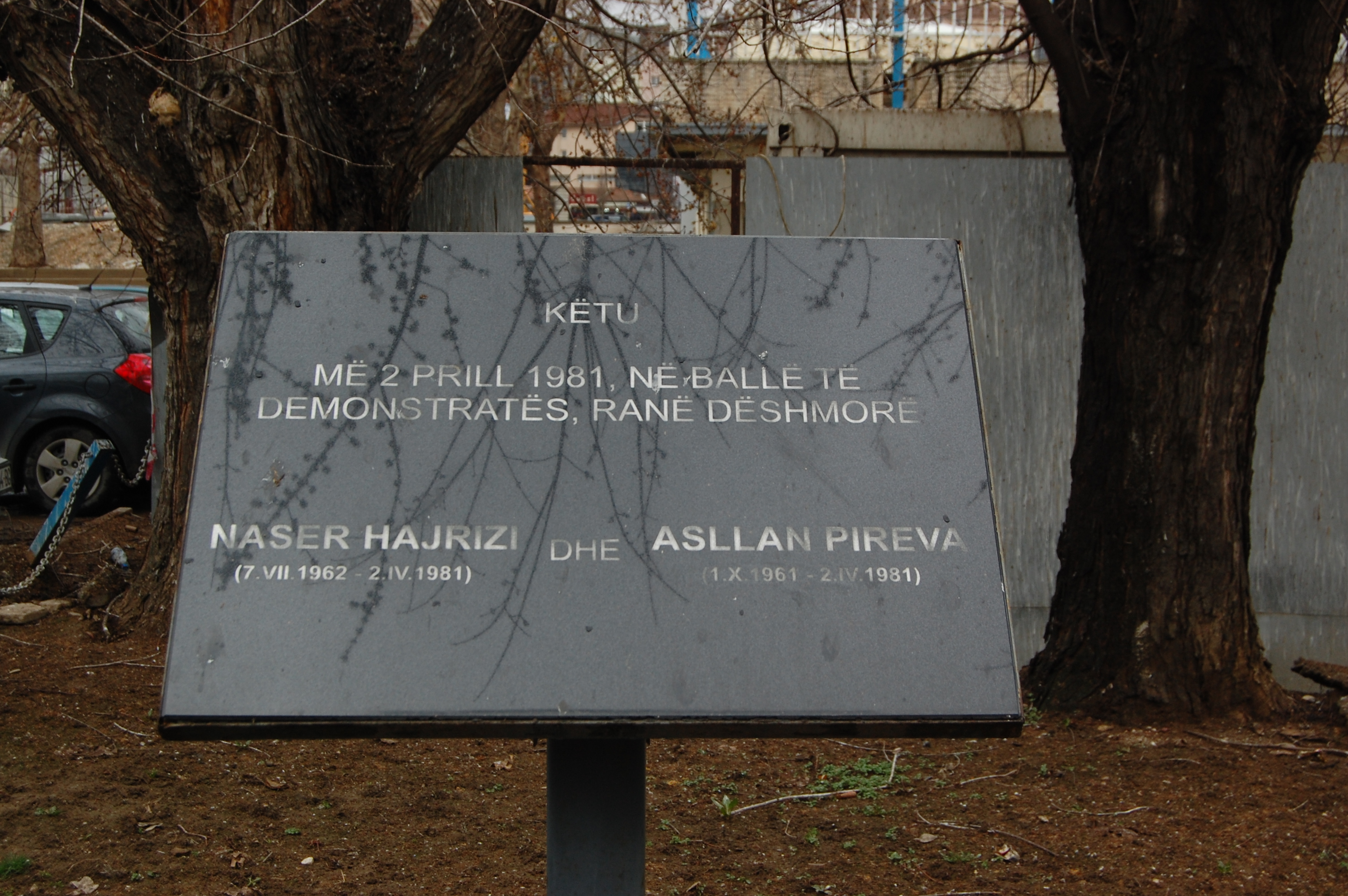
Memorial a dois dos mortos, em Pristina

A Liga dos Comunistas do Kosovo sofreu expurgos, com a expulsão de várias figuras importantes, incluindo seu presidente. Veli Deva substituiu Bakalli porque se pensava que ele tinha sido mais duro com Tirana. 
Após as manifestações, o corpo docente e os alunos da Universidade de Pristina foram expurgados daqueles considerados "separatistas". 226 estudantes e trabalhadores foram julgados, condenados e sentenciados a até quinze anos de prisão. Muitos albaneses foram expurgados de cargos oficiais, incluindo o presidente da universidade e dois reitores. Eles foram substituídos por radicais do Partido Comunista. A universidade também foi proibida de usar livros didáticos importados da Albânia; a partir de então, a universidade só foi autorizada a usar livros traduzidos do servo-croata. As manifestações também produziram uma tendência crescente dos políticos sérvios exigirem a centralização, a unidade das terras sérvias, uma diminuição do pluralismo cultural dos albaneses e um aumento na proteção e promoção da cultura sérvia.  A universidade foi denunciada pela liderança comunista sérvia como uma "fortaleza do nacionalismo". 
A presidência não revogou a autonomia da província, como alguns comunistas sérvios exigiam.
A Liga dos Comunistas do Kosovo declarou que os motins eram um produto do nacionalismo albanês, e a Sérvia reagiu com o desejo de reduzir o poder dos albaneses na província e com uma campanha de propaganda que afirmava que os sérvios estavam a ser expulsos da província principalmente pela crescente população albanesa, em vez do mau estado da economia. 
Em 1981, foi relatado que cerca de 4.000 sérvios planeavam mudar-se do Kosovo para a Sérvia Central após os motins de Março, que resultaram na morte de vários sérvios e na profanação da arquitectura e dos cemitérios ortodoxos sérvios.  33 formações nacionalistas foram desmanteladas pela Polícia Iugoslava, que condenou cerca de 280 pessoas (800 multadas, 100 sob investigação) e apreendeu esconderijos de armas e material de propaganda. 
As manifestações no Kosovo foram o início de uma profunda crise na Jugoslávia que mais tarde levou à sua dissolução.  A resposta do governo às manifestações alterou o discurso político no país de uma forma que prejudicou significativamente a sua capacidade de se sustentar no futuro. 

## Na literatura e nas artes
Os eventos inspiraram um romance do escritor albanês Ismail Kadare, A Procissão do Casamento Virou Gelo (em albanês: Krushqit janë të ngrirë   ngrirë), onde ele descreve uma médica albanesa, Teuta Shkreli, cuidando dos estudantes feridos. A figura de Teuta foi inspirada nas ações da médica albanesa Sehadete Mekuli, ginecologista e esposa do escritor albanês Esad Mekuli. 